# Lucas Maius
Lucas Maius (auch: Mai, May, Majus; * 14. Oktober 1522 in Römhild; † 4./5. März 1598 in Kassel) war ein deutscher evangelischer Theologe und Dramatiker.

## Leben
Maius wurde 1522 als Sohn des Römhilder Bürgers und Mühlenbesitzers Michael May und dessen Frau Martha (geb. Dörrer) in Römhild geboren. In frühen Jahren zog er mit seinen Eltern nach Hildburghausen, da sein Vater wegen seiner Beteiligung am Bauernkrieg verfolgt wurde. Dort absolvierte er im Winter die Schule, musste aber in den Sommermonaten bei der Feldarbeit mithelfen. Er erlernte einen einfachen Beruf als Tuchscherer. 1548 absolvierte er ein Studium an der Universität Wittenberg, wo er die Vorlesungen von Philipp Melanchthon besuchte. 1549 reiste er nach Schlesien, Preußen, Polen, Dänemark und Holland.
1550 wurde er Schulmeister und nach seiner 1551 geschlossenen Ehe wurde er Rektor der Schule in Hildburghausen. Ordiniert von Johann Stössel in Weimar übernahm Maius 1561 das Substitut des Pfarrers in Eishausen und wurde 1562 Pfarrer ebenda. Nach einer weiteren Pfarrstelle 1565 in Weimar erwarb er 1567 an der Universität Jena den akademischen Grad eines Magisters der Philosophie. 1568 wurde er Oberpfarrer in Rudolstadt und er ging im Herbst 1575 als Oberpfarrer und Superintendent an die Kirche Unserer lieben Frauen in Halle (Saale). In jener Funktion unterschrieb er die Konkordienformel in Wolmirstedt, geriet jedoch in den Verdacht, ein Kryptocalvinist zu sein.
Er hatte sich bei einem Ubiquistischen Streit über die Artikel der Person Christi aufgrund einiger Äußerungen gegen die Konkordienformel verdächtig gemacht und wurde vom Administrator des Magdeburger Erzstiftes Joachim Friedrich von Brandenburg daraufhin verhört. Da er in Halle keine Perspektive mehr für sich sah, ließ er sich aus seinem Dienstverhältnis entlassen, wechselte zu reformierten Glauben und nahm 1579 eine Stelle als zweiter Pfarrer in der Kasseler Altstadt an. Dort stieg er zum ersten Pfarrer auf und wurde Hofprediger des Landgrafen Wilhelm IV. von Hessen.
Maius trat mit der Schrift Von der wunderlichen Vereinigung Göttlicher Gerechtigkeit und Barmherzigkeit auch als Komödienschreiber und Dramatiker in Erscheinung. Er hat auch die Paedagogia Christiana von Nikolaus Selnecker übersetzt.

## Familie
Aus seiner am 13. Januar 1551 geschlossenen Ehe mit der Tochter des Bürgermeisters von Rodach Dorothea Schmuck († 9. April 1560 in Hildburghausen), sind 6 Kinder hervorgegangen. Seine zweite Ehe schloss er am 4. Oktober 1561 in Hildburghausen mit Barbara Kirch (* 1540 ebenda; 20. Januar 1608 in Kassel). Aus dieser letzten Ehe gingen 12 Kinder hervor. Bekannt sind die Kinder:
1. Nicolaus, wurde Rat in Magdeburg
2. Jonas
3. Paul
4. Lucas (* 7. Juli 1571 in Rudolstadt) Pfarrer in Kassel
5. Rebecca; verh. 12. Juni 1592 in Kassel Altstadt mit Johannes Meurer, schwarzburgischem Kanzleiverwandten in Rudolstadt
6. Sybilla (* 1575) verh. 1598 Hermann Fabronius
7. Maria
8. Andreas
9. Eckbrecht (* 1581) konf. 1592 in Kassel Altstadt, gest. 1652, verh. mit Elisabeth Cothmann
10. Johann (* 6. Dezember 1599 in Kassel, Mutter 59 Jahre alt? † 15. März 1640 ebenda) Pfarrer in Kassel
11. Tochter N.N. verh. mit Caspar Lotz